# Kính hai tròng

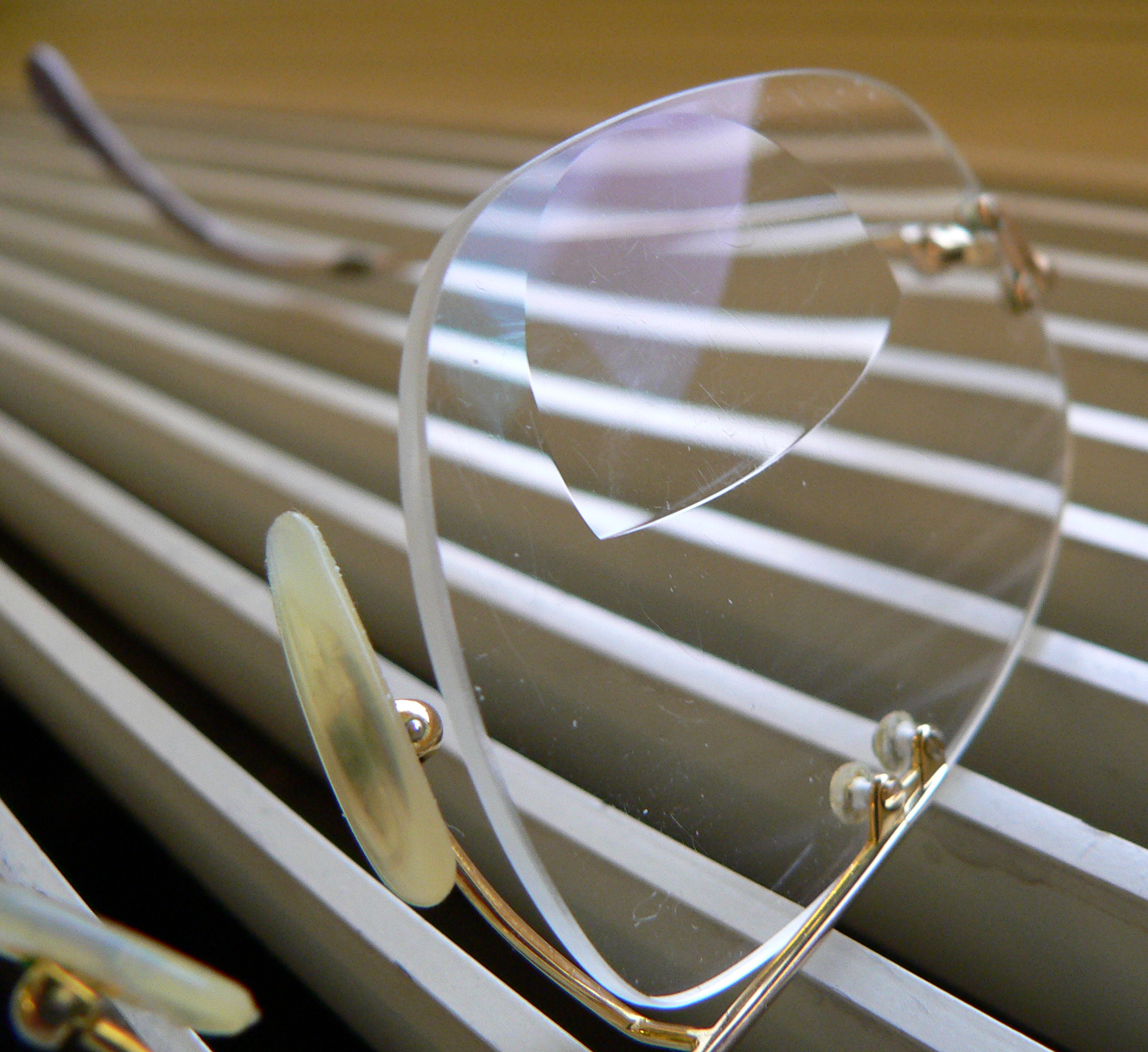

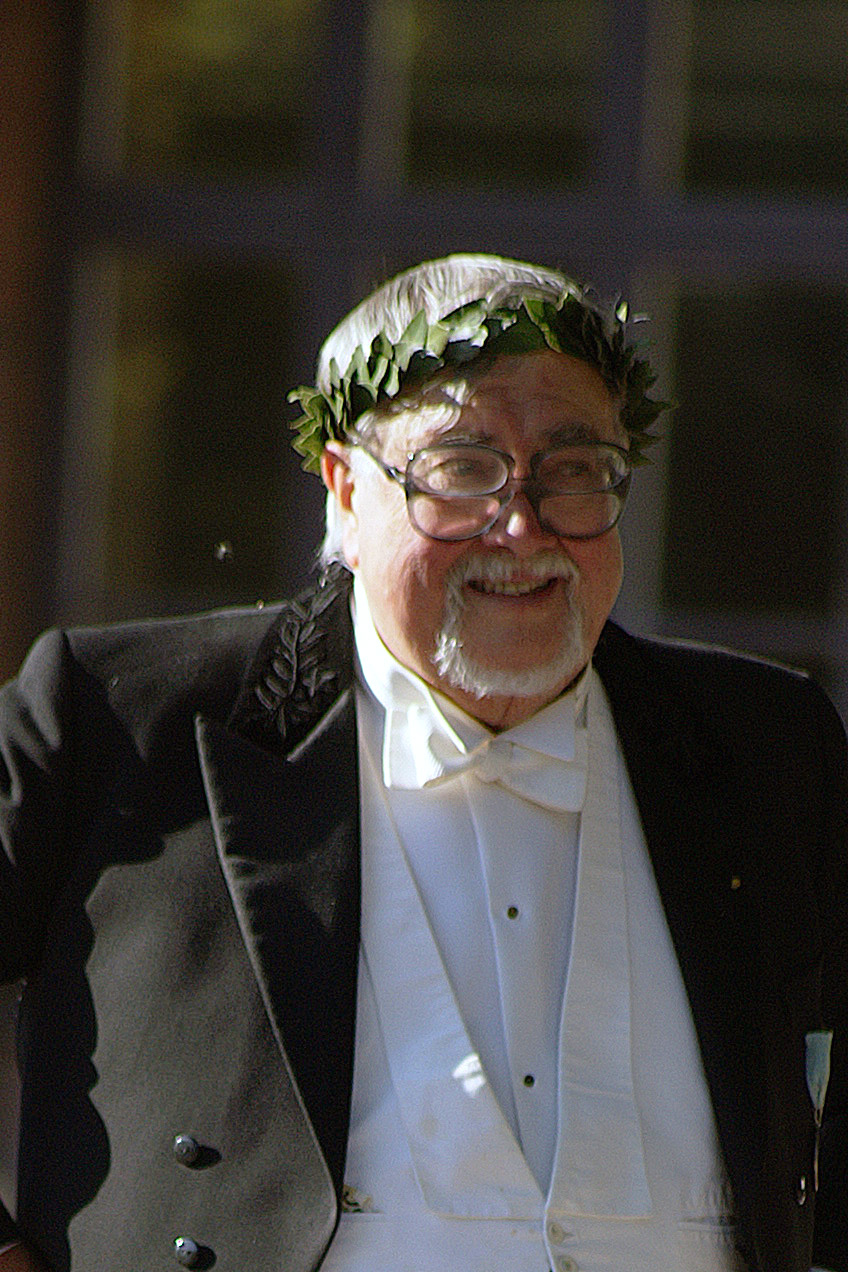
Kính hai tròng với các thấu kính rời

Kính hai tròng là kính thuốc là với hai tác dụng quang học riêng biệt. Kính hai tròng thường được kê đơn cho những người bị lão thị, người cũng cần điều chỉnh cận thị, viễn thị và/hoặc loạn thị.

## Lịch sử
Benjamin Franklin thường được ghi nhận với sự phát minh ra kính hai tròng. Các nhà sử học đã đưa ra một số bằng chứng cho thấy những người khác có thể đã sáng chế ra nó trước ông; tuy nhiên, một bức thư trao đổi giữa George Whatley và John Fenno, biên tập viên của tờ The Gazette của Hoa Kỳ, đã gợi ý rằng Franklin là người đã thực sự phát minh ra kính hai tròng, và có lẽ sớm hơn 50 năm so với các quan điểm ban đầu.
Vì nhiều phát minh được phát triển độc lập bởi nhiều hơn một người, cũng có thể sự phát minh ra kính hai tròng là một trường hợp như vậy.
John Isaac Hawkins, nhà phát minh ra kính ba tròng, đã đặt ra các thuật ngữ bifocals ("kính hai tròng") vào năm 1824 và ghi nhận phát minh này thuộc về Franklin.

## Các vấn đề khi dùng
Kính hai tròng có thể gây đau đầu và thậm chí chóng mặt ở một số người dùng. Việc làm quen với vùng xem nhỏ đi được cung cấp bởi phân đoạn đọc của kính hai tròng có thể mất một thời gian, khi người dùng học cách di chuyển đầu hoặc tài liệu đọc thay vì mắt. Màn hình máy tính thường được đặt trực tiếp trước mặt người dùng và có thể dẫn đến mệt mỏi cơ bắp do chuyển động thẳng và bất thường của đầu. Sự cố này được giảm thiểu bằng cách sử dụng thấu kính ba tròng hoặc bằng cách sử dụng kính một tiêu cự cho người dùng máy tính.
Trong một trường hợp pháp lý thú vị được báo cáo ở Anh vào năm 1969, khả năng sử dụng kính hai tròng của nguyên đơn đã bị tổn thương do tai nạn.